# STC Görlitz
Der STC Görlitz war ein deutscher Mehrspartenverein aus Görlitz in der schlesischen Oberlausitz. Er wurde im Jahr 1906 als Fußballverein gegründet und bestand bis zum Ende des Zweiten Weltkrieges.

## Geschichte
Der Verein wurde 1906 als SC Preußen Görlitz gegründet und gehörte dem Südostdeutschen Fußball-Verband an. Nach dem Ersten Weltkrieg erfolgte 1919 die Fusion mit dem 1873 gegründeten Turnklub Görlitz zum Sport- und Turn-Club 1906 Görlitz. 1911, 1912, 1913, 1914, 1921, 1923, 1927 und 1933 wurde der Verein Oberlausitzer Meister und erreichte damit die Teilnahme an der südostdeutschen Endrunde. Eine Ausnahme bildet das Jahr 1923, bei dem man aus unbekannten Gründen auf die Teilnahme an der Südostdeutschen Endrunde verzichtete und stattdessen der ATV Görlitz an dieser teilnahm.
Nach der Gründung der Gauliga Schlesien erhielt der STC Görlitz als Oberlausitzer Vizemeister 1932/33 des SOFV einen Startplatz in dieser Liga, stieg aber nach der Premierensaison in die zweitklassige Bezirksliga Niederschlesien ab. 1939 gelang der Aufstieg in die Gauliga Schlesien, dem jedoch ebenfalls der direkte Abstieg folgte. 1943 stieg der Klub in die Gauliga Niederschlesien auf und erreichte in deren letzten Saison in der Gruppe Görlitz den fünften Tabellenplatz. Ein Spielbetrieb in der Saison 1944/45 ist nicht überliefert. Mit dem Kriegsende 1945 erlosch der Verein, der sich als bürgerlicher Verein mit dem Vereinslokal „Kaiser Friedrich“ an der Victoriastraße 2 (ul. Wolności) elitär gab.
Die Tennisabteilung machte sich 1936 als „Erster Görlitzer Tennisklub 1906, e. V.“ selbstständig und firmiert nach der Zugehörigkeit zu den Sektionen Tennis der Betriebssportgemeinschaften Medizin, Einheit, Energie und Lok seit 1990 als Tennisverein Gelb-Weiß Görlitz. Dieser Nachfolgeklub ist neben dem einstigen und heute mit einem Kindergarten sowie Lauben überbauten Südsportplatz ansässig. Der Hockeysport, der auch beim Görlitzer HC, dem ATV sowie Rot-Weiß Görlitz gepflegt wurde, hat in der Südstadt 1979 neue Wurzeln bei der BSG Post (seit 1990 Post SV) auf der Eiswiese geschlagen.

## Erfolge im Fußball
- 7 × Oberlausitzer Meister und Teilnehmer an der Südostendrunde: 1911, 1912, 1913, 1914, 1921, 1923, 1927

## Spielstätten
Das erste Spiel des Vereins wurde auf dem Exerzierplatz in Klingewalde ausgetragen, doch die erste eigentliche Heimat war der Friedrichsplatz (heute Plac Jerzego Popiełuszki in Zgorzelec). Ein vereinseigner Sportplatz des bürgerlichen Klubs entstand an der Seidenberger Straße 24 neben dem Zirkusplatz. Hinzu kam ab 1914 mit dessen Einweihung auch der Preußenplatz (die heutige Eiswiese) in der Südstadt sowie noch in der Zwischenkriegszeit der Südsportplatz mit 4.000 Plätzen in der Nähe der Frauenburgstraße, ebenfalls in der Südstadt. Dieser ist in einem Stadtplan (vermutlich von 1934) als STC-Platz ausgewiesen, während die Eiswiese dort als städtischer Sportplatz geführt wird und unweit der Seidenberger Straße nur der Schenkendorfplatz verzeichnet ist. Gauligaspiele trug der STC in diesem damals größten Stadion der Stadt aus – dem heutigen Platz des polnischen Vereins Nysa Zgorzelec. In einer Karte vom August 1919 ist der spätere STC-Platz unter dem Namen Preußenplatz bereits projiziert.